# 北郭啟
北郭啟（?—?），北郭氏，中國春秋時期齊國的大夫，在齐国的卿大夫地位较低。
前520年二月十六日，齐国的北郭啟领兵攻打莒国。莒共公将要迎战，苑羊牧之劝他说：“齐国主帅北郭啟地位低下，所求不多，不如请和，大国不可激怒。”莒共公不听，在寿馀击败齐军。齐景公于是亲攻莒国，莒共公求和。齐国司马灶到莒国结盟，莒共公亲自到齐国参加结盟，在稷门外盟誓。莒国人于是非常讨厌莒共公。次年，因为莒共公暴虐，拿人来试剑锋利与否。莒国人到齐国请莒郊公回国，莒共公逃到鲁国。